# ميخائيل هانسون
ميخائيل هانسون (بالنرويجية البوكمول: Michael Hansson)‏ هو قاضي ومحامي نرويجي، ولد في 19 نوفمبر 1875، وتوفي في 5 ديسمبر 1944.